# Крекора
Крекора (англ. Crecora; ирл. Craobh Chumhra) — деревня в Ирландии, находится в графстве Лимерик (провинция Манстер).